# ドナト・ガマ・ダ・シウバ
ドナトことドナト・ガマ・ダ・シルバ（Donato Gama da Silva、1962年12月30日 - ）は、ブラジル・リオデジャネイロ出身の元スペイン代表サッカー選手、元サッカー指導者。ポジションはDF(CB)/MF(DH)。

## 経歴
ブラジル、リオデジャネイロ生まれ。
1984年に地元のクラブ、アメリカRJでその後20年にも及ぶプロキャリアを始め、程無くして国内の強豪CRヴァスコ・ダ・ガマに移籍する。ヴァスコでリオデジャネイロ州選手権を制したのち欧州に渡り、スペインのアトレティコ・マドリードと契約。
1993年にデポルティーボ・ラ・コルーニャに移籍。ベベト、マウロ・シルバ、フランらを擁しとともに「スーペルデポル」と呼ばれたクラブにおいて欠かせない選手として、二度の国内カップ戦と、歴史的なプリメーラ・ディビシオン初制覇（1999-00シーズン）に貢献した。
また2002年には、43年間破られていなかったプリメーラ・ディビシオンの最年長得点記録を更新した他、15シーズンで計466試合に出場しプリメーラ・ディビシオンのスペイン外出身選手の最多出場記録も保持している。
引退後はデポルティーボ・ラ・コルーニャのインドアチームでプレーしている。

### 代表歴
1994年にスペインに帰化した。同年11月16日、UEFA欧州選手権1996予選・デンマーク戦で代表デビュー、初得点。UEFA欧州選手権1996でもプレーした。

## 所属クラブ
- アメリカRJ 1983-84
- CRヴァスコ・ダ・ガマ 1984-88
- アトレティコ・マドリード1988-93
- デポルティーボ・ラ・コルーニャ 1993-2003